# Josef Gauchel
Josef Gauchel   (Koblenz-Neuendorf, 11 de setembre de 1916 - Coblença, 21 de març de 1963), Jupp Gauchel, fou un futbolista alemany de la dècada de 1930.
Destacà com a jugador del TuS Neuendorf (actual TuS Koblenz).
Fou internacional amb la selecció alemanya amb la qual participà en la Copa del Món de Futbol de 1938 i als Jocs Olílmpics de 1936.